# Rođenice
Rođenice, poznate i kao suđenice ili rožanice (ruski: рожaницы) bića su iz slavenske mitologije koja se spominju u Slovu nekojega kristoljupca i revnitelja za pravu vjeru. Prema Vitomiru Belaju, uloga je rođenica bila odrediti sudbinu djetetu pri rođenju.

## Imena
Rođenice imaju razne nazive, različite od zemlje do zemlje među Slavenima:
- bugarski: sudženici, narŭčnici, orisnici, urisnici, uresici
- češki i slovački: sudičky
- hrvatski: rođenice, rojenice, roženice, sudice, suđenice, sujenice
- poljski: rodzanice, narecznce, sudiczki
- ruski: rožanice, udĕlnicy
- slovenski: rodjenice, rojenice, sudice, sojenice, sujenice
- srpski: suđaje, suđenice, rođenice, narečnici
- ukrajinski: rožanyci

## Druga vjerovanja
Tri ženska bića koja određuju sudbinu djeteta čest su motiv u indoeuropskim vjerovanjima, primjerice:
- rimske Parke
- grčke Mojre
- nordijske Norne
- keltska Brigid prikazana kao tri Matre[6]
- baltička Laima, koja se katkad prikazivala kao tri bića[7][6]